# 梁澤敬
梁澤敬，台灣田徑教練、退役男子田徑運動員，中學時期兩次締造中華民國全國中等學校運動會100公尺賽跑及200公尺賽跑的紀錄，被視為台灣田徑界的新星。他自高中起便參與了中華民國全國運動會，也代表中華台北田徑代表隊競逐青年層級賽事，其選手生涯於104年中華民國全國大專校院運動會完賽後退役。

## 生平
梁澤敬國中就讀屏東縣明正國中，當時他為該校出賽94年全國中等學校運動會國男100公尺賽跑，預賽中他跑出10秒81，改寫了維持13年的10秒90賽會紀錄，另外他也在該屆賽會在國男200公尺賽跑決賽中，跑出22秒01，同樣刷新紀錄。時任桃園高中田徑教練及台灣100公尺賽跑紀錄前保持人曾孝生稱讚梁澤敬100公尺比賽的表現是「百年難得的奇才」，時任中華台北奧運培訓隊總教練戴雲林則就200公尺比賽給出評語，稱他「的確是一塊值得琢磨的璞玉」。
升上潮州高中後，梁澤敬高中一年級時便代表屏東縣出賽中華民國全國運動會，他首次參賽即以21秒86獲200公尺第五名。除了全運會，高一的他還在95年全中運高男組100公尺賽跑以10秒9贏得銅牌，而且代表台灣在世界中學生運動會贏得100公尺賽跑銀牌，以及在亞青田徑賽男子4x100公尺接力與隊友易緯鎮、何賢宗及林寶童，以40秒67贏得銅牌。
到了97年全中運，梁澤敬贏得了高男組100公尺賽跑及200公尺賽跑兩項賽事的金牌，同時他也打破大會紀錄，在100公尺賽跑決賽他以10秒59打破了大會紀錄10秒62，200公尺賽跑則分別在準決賽及決賽以21秒17與21秒27改寫大會21秒30的紀錄。梁澤敬在97年全中運為屏東縣代表隊贏得兩面金牌，使屏東縣以三金二銀一銅，位居高男組田徑總錦標亞軍，也因此獲屏東縣田徑委員會頒獎鼓勵。
進入國立體育大學後，梁澤敬在102年中華民國全國大專校院運動會與蘇詠峻、潘柏宇及易緯鎮贏得公開男子組田徑4x100公尺接力贏得金牌，也在104年全大運贏得100公尺賽跑銀牌，以及跑出21秒42贏得200公尺賽跑金牌，賽後他則於同年裡退役，並在國體就讀運動教練研究所，此後因而在高中、大學任教，以及擔任田徑教練。